# Garage Musumeci

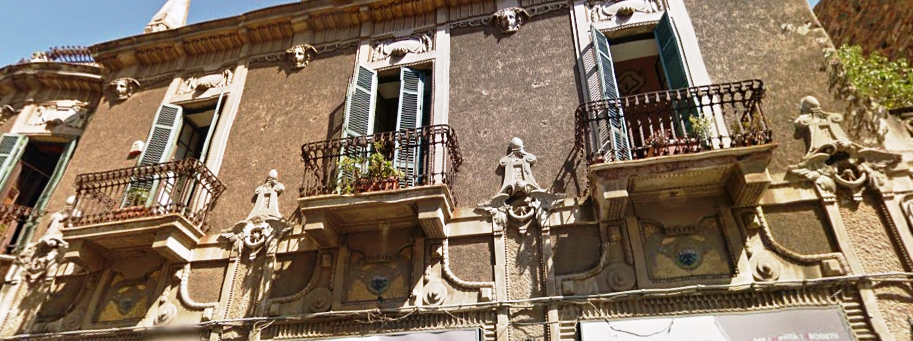
Eerste verdieping van Garage Musumeci in Catania

De Garage Musumeci of Garage Musmeci bevindt zich in Catania op het Italiaanse eiland Sicilië en staat aan de Piazza Giovanni Bovio. Het is in Siciliaanse Libertystijl gebouwd, dat te omschrijven is als neobarok.

## Naam
De naam komt van de bouwheer en eerste eigenaar baron Musumeci, in het Italiaans geschreven, ofwel Musmeci in het Siciliaans.

## Historiek
Het hoekhuis liet baron Musumeci bouwen in het jaar 1928. De gelijkvloerse verdieping diende om auto’s uit te stallen en de baron betrok de appartementen op de eerste verdieping. Francesco Fichera (1881-1950) uit Catania was de architect; hij ontwierp eveneens de Triomfboog der Gesneuvelden in Palermo en het Hoofdpostkantoor van Catania.
Tijdens een congres van fascistische architecten in Rome in 1931 stond het gebouw op de Lijst van lelijkste gebouwen van Italië. Deze lijst was het werk van de MIAR of Movimento Italiano per l’Architettura Razionale.

## Beschrijving
Het hoekgebouw heeft de vorm van de letter V. De ingang is op de hoek; op de eerste verdieping erboven is een ruime slaapkamer met een balkon in 180°. De hele eerste verdieping is kleurrijk versierd met mozaïeken en grote maskers. Het gelijkvloers is ingericht om automobielen ten toon te stellen. Na de Tweede Wereldoorlog werd het een handelszaak voor auto-onderdelen.